# مارسيلو ريزيند
مارسيلو ريزيند (بالبرتغالية: Marcelo Rezende‏) هو صحفي برازيلي، ولد في 12 نوفمبر 1951 في ريو دي جانيرو في البرازيل، وتوفي في 16 سبتمبر 2017 في ساو باولو في البرازيل بسبب سرطان البنكرياس.